# Polia asiatica
Polia asiatica là một loài bướm đêm trong họ Noctuidae.